# قائمة تكاملات الدوال الغوسية
التكاملات غير المحددة (Indefinite Integrals) هو عكس التفاضل، ويهدف إلى إيجاد الدالة الأصلية F(x) التي إذا قمنا بتفاضلها نحصل على f(x). يُكتب بالشكل:
حيث هي الدالة التي نريد تكاملها، هي الدالة الأصلية، هو ثابت التكامل لأنه عند التفاضل يختفي.
- التكامل غير المحدد لا يحتوي على حدود (مثل إلى ).
- يعبّر دائمًا عن عائلة من الدوال تختلف بينها بـ .
- يُستخدم كثيرًا في حل المعادلات التفاضلية، وفي فيزياء الحركة، والهندسة، وغيرها.

وفي التعبيرات الواردة في هذه المقالة،
{\displaystyle \varphi (x)={\frac {1}{\sqrt {2\pi }}}e^{-{\frac {1}{2}}x^{2}}}
هي دالة كثافة الاحتمالية الطبيعية القياسية ،
{\displaystyle \Phi (x)=\int _{-\infty }^{x}\varphi (t)\,dt={\frac {1}{2}}\left[1+\operatorname {erf} \left({\frac {x}{\sqrt {2}}}\right)\right]}
هي دالة التوزيع التراكمي المقابلة (حيث erf هي دالة الخطأ )
{\displaystyle T(h,a)=\varphi (h)\int _{0}^{a}{\frac {\varphi (hx)}{1+x^{2}}}\,dx}
هي دالة أوين T.
تحتوي دالة أوين  على قائمة موسعة من التكاملات من النوع الغاوسي؛ يتم إعطاء مجموعة فرعية فقط أدناه.
يمتلك أوين قائمة موسعة من التكاملات من النوع الغاوسي؛ ولم يُذكر أدناه سوى جزء منها.